# 日本の裸族
『日本の裸族』（にほんのらぞく）は2003年11月22日に公開された奥秀太郎監督の日本映画である。

## 解説
「本邦初・バリアフリーヤクザの誕生」をキャッチコピーに、肉体的にも精神的にも致命的な欠陥を背負っている人間たちの愛憎を描いた群像劇。荒唐無稽なストーリーや、様々なタブーを盛り込んだ割に悪ふざけにしか聞こえない台詞など、良識ある映画フリークには酷評されるも、映像の色彩やカット割りには独自の美学が貫かれており、奥秀太郎監督作品のベストに挙げる声も少なくない。柳在順・著「下品な日本人」から着想を得たとされている。今奈良孝行演じるキャラクター「日雇い」は、『日雇い刑事』からスタートし次作『赤線』まで続いており、なぜかスターシステムが採用されている。

## あらすじ
東京・新大久保がまだ大久保村と呼ばれていた頃…。舞台は不動産業を営むヤクザ事務所「三郷興業」。尻の穴にいろいろなものを詰めて海外から帰ってくる運び屋ヤクザ'AF'(森本訓央)たちが慕っていた旧組長'ホーキン'(山田伊久磨)は当たり屋のやりすぎで半身不随に。崩壊寸前の組にある日、新しい組長'シャブおじさん'(松尾スズキ)がやってきた。 韓国エステの経営で組を建てなおそうとするニューリーダーだが、なかなかうまくいかない。そこにかつて全ての指をツメられ組を飛びだした一匹ヤクザのボクサー'ストロー'(阿部サダヲ)が再び急接近。
神出鬼没の刑事'日雇い'(今奈良孝行)のアバウトな捜査も手伝って事態は収集不可能に！？シャブおじさんのやり方に愛想をつかしたAFと韓国エステ嬢'ウニン'(伊藤海)は、ありったけのシャブをくすねて逃亡を図るが…

## スタッフ
- 監督・脚本・撮影・音楽・編集：奥秀太郎

## キャスト
- ＡＦ：森本訓央
- シャブおじさん：松尾スズキ
- ストロー：阿部サダヲ
- アンプ：荒川良々
- 日雇い：今奈良孝行
- レニー：渡辺一志
- 電車の乗客:小谷陽子

## 出品歴
2007 ブエノスアイレス国際映画祭正式出品

## DVD
2005年5月20日に発売。発売・販売元はNEGA DESIGN WORKS(現:NEGA)。
2009年4月18日より、Amazonにてペイパービュー方式で発売中。税込み525円。